# (48435) Jaspers
(48435) Jaspers (1989 UR7) – planetoida z pasa głównego asteroid okrążająca Słońce w ciągu 4,55 lat w średniej odległości 2,75 j.a. Odkryta 23 października 1989 roku.